# Adolf Heiß
Adolf Heiß (* 16. März 1882 in Schwaiganger bei Murnau am Staffelsee; † Januar 1945 bei Obornik, Provinz Posen) war ein deutscher Offizier sowie Gründer und Führer des Wehrverbandes Reichsflagge.
Adolf Heiß trat 1903 in ein bayerisches Infanterie-Regiment ein.
1905 wurde er zum Leutnant befördert. Von 1914 an war er Kriegsteilnehmer am Ersten Weltkrieg. 1916 war er Hauptmann geworden. Nach Kriegsende 1918 war Heiß Kommandeur eines Grenzschutz-Bataillons.
Im Jahr 1919 wurde Hauptmann Heiß in die Reichswehr übernommen. Im Frühsommer 1919 wurde ein „Heimatschutzbataillon Heiß“ an seinem Garnisonsort Nürnberg aufgestellt, das am 17. März 1920 gegen demonstrierende Arbeiter in Nürnberg (Kapp-Putsch) eingesetzt worden war. Am 11. Oktober 1920 ließ Heiß den Bund Reichsflagge in Nürnberg in das Vereinsregister eintragen und organisierte den Wehrverband straff. Im Jahr 1923 wurde er als Reichswehroffizier pensioniert. Am Hitlerputsch des 8./9. November 1923 war die Reichsflagge unbeteiligt gewesen. Am 7. Oktober 1923 trennten sich unter Hauptmann Heiß die nordbayerischen Verbände des Bundes Reichsflagge vom Kampfbund und nur die südbayerischen unter Hauptmann Röhm verblieben. Wegen seines „Umfallens“ von 1923 wurde Heiß in der rechtsextremen Presse bekämpft. 1927 gliederte Heiß die Reichsflagge in den Stahlhelm ein. 1932 wurde Heiß als Major der Reichswehr reaktiviert. In der folgenden Zeit des Nationalsozialismus trat er politisch nicht mehr groß in Erscheinung. Nach Kriegsbeginn 1939 hatte er in der Wehrmacht den Dienstgrad Oberstleutnant und ab 1942 den Dienstgrad Oberst inne. Seit Januar 1945 gilt Adolf Heiß als vermisst bei Oborniki (Provinz Posen).